# Leevan Suárez
Leevan Enrique Suárez Gutiérrez (Barranquilla, Atlántico, 1985) es un psicólogo y exárbitro profesional colombiano. 

## Trayectoria
Suárez debutó en la máxima categoría del fútbol colombiano el 13 de mayo de 2012, en el partido que enfrentó al Tolima y Quindío en la jornada 16, en el estadio Manuel Murillo Toro, en la ciudad de Ibagué, fecha en la que casualmente se celebraba el día de la madre. Se retiró en 2018, después de ejercer el arbitraje profesional por 6 años ininterrumpidamente.
Durante su trayectoria Suárez dirigió la máxima competición del fútbol colombiano, la Categoría Primera A, además de otras competiciones nacionales como la Copa Colombia y la Categoría Primera B. Suárez estudió psicología en la Universidad de la Costa. Fue miembro de la Corporación de Árbitros de Fútbol del Atlántico, entidad futbolística adscrita y dependiente de la Liga de Fútbol del Atlántico y la Federación Colombiana de Fútbol (FCF).

## Caso de acoso
Debido al escándanlo de acoso sexual para árbitros del fútbol colombiano en 2019, Suárez y muchos otros árbitros de la Categoría Primera A estuvieron relacionados por acoso sexual y laboral por parte de Óscar Julián Ruiz e Ímer Machado, exárbitros colombianos. Según su testimonio, Suárez aclaró que nunca estuvo implicado en dicho suceso, a pesar de las denuncias interpuestas por parte de otros colegiados: «No puedo asegurar que sí sucede algo, pero tampoco que no sucede nada, a mí, yo respondo por mí, nunca me pasó algo de acoso ni nada en el arbitraje».